# Melige bovist
De melige bovist (Bovista aestivalis) is een schimmel behorend tot de familie Lycoperdaceae. Hij leeft saprotroof in kustduinen, heiden en wegbermen en open plekken in loof- en naaldbossen.

## Kenmerken
Het vruchtlichaam is 1,5 tot 3,0 cm breed en varieert in vorm van bolvormig tot pulvinaat (kussenvormig). Het is aan het substraat bevestigd door dichte massa's hyfen. In het begin is het exoperidium wit; oorspronkelijk bedekt met dichte filamenten, valt het uiteen in bleekgele, fijne wratten. Met de leeftijd komt er een bruin, dun endoperidium onder bloot te liggen. De sporen komen vrij via een rafelige porie aan de bovenkant van de stuifzwam. De gleba is zacht, verandert van wit naar olijf en uiteindelijk middelbruin.
De bolvormige sporen hebben een diameter van 3,5 tot 4,5 µm en zijn matig dikwandig met gladde wratten. In het midden ligt een oliedruppel en een stompachtig steeltje. Daarnaast is er een capillitium uit het centrale deel van de gleba met talrijke kleine putjes.

## Habitat
De melige bovist is over het algemeen verspreid en/of in kleine groepen aan de randen van grasvelden langs paden. Ze zijn ook te vinden in kustduinen tussen kruiden en struiken. Wanneer ze worden bewaterd, zullen ze tijdens de zomermaanden en gedurende de herfst en winter na perioden van regen vruchtlichamen hebben. Door hun kleine formaat zijn ze vaak onopvallend; ondanks hun eetbaarheid zijn ze vaak te klein om van enige waarde te zijn.

## Verspreiding
De melige bovist komt wereldwijd voor. In Nederland staat de melige bovist op de rode lijst in de categorie 'Kwetsbaar'.

## Naamgeving
De wetenschappelijke naam werd gepubliceerd in 1851 door de Duitse mycoloog Hermann Friedrich Bonorden als Lycoperdon aestivale. Vincent Demoulin bracht de soort in 1979 over naar het geslacht Bovista. De soortaanduiding aestivalis, is afgeleid van het Latijn en betekent "met betrekking tot de zomer".